# Šerif Konjević
Šerif Konjević (* 26. April 1958 in Sanica, heute Ključ, Bosnien und Herzegowina) ist ein bosnischer Sänger, der sehr große Popularität auf dem gesamten Gebiet des ehemaligen Jugoslawiens sowie in Teilen Ungarns, Bulgariens und der Türkei erlangte. Seine Musikrichtung gehört zum Folk, der populär in Bosnien und Herzegowina sowie den weiteren Ländern des ehemaligen Jugoslawiens ist.
Konjević gibt regelmäßig Konzerte in den Ländern des Westbalkans sowie in Slowenien, Österreich, Deutschland und in der Schweiz, wo er vor allem bosnische Migranten erreicht.

## Leben und Aufstieg als Sänger
Nach einem Schulabschluss in Bosnien zog der junge Konjević zu seinem älteren Bruder nach Slowenien, um eine Ausbildung in dessen Firma im Baugewerbe zu starten. Er musste aber in seine Heimatstadt zurückkehren. Dort sang er zunächst bei privaten Anlässen. Im Jahre 1975 lernte er Nazif Gljiva kennen, der ihm empfahl, professionell als Musiker zu arbeiten. Mit Hilfe von Gljiva nahm er seine zwei ersten Alben auf: Đul Zulejha und O suze moje.
Im Jahre 1982 brachte er das Album Bijela Vjenčanica heraus, das über 800.000 Mal verkauft wurde; von da an sahen einige Šerif Konjević als Nachfolger des erfolgreichen Safet Isović. Es folgten bis 1991 weitere Alben, die sich ca. 550.000 Mal verkauften. Mehr und mehr wichen seine Alben von der Art Safet Isovićs ab. Kurz vor dem Kriegsausbruch kam das Album Neko čudno vrijeme (deutsch: Eine seltsame Zeit) heraus, das von der damaligen Situation Jugoslawiens handelte.
Während des Krieges in Bosnien und Herzegowina wanderte Konjević nach Deutschland aus. Als sein Bruder in Bosnien getötet wurde, brachte er aus Wut auf die Serben im Jahre 1993 die zwei patriotischen Alben Vukovi und Mom bratu rahmetli heraus.
Inzwischen arbeitet er wieder in Sarajevo, nimmt aber seine Alben in Deutschland auf.
Šerif Konjević war auch in vielen Duetten erfolgreich, z. B. mit Elvira Rahić mit dem Lied Ja nisam od kamena.

## Diskografie
Seine wichtigsten Werke:
- 1975: Đul Zulejha
- 1975: O suze moje
- 1981:  Vrati se pod stari krov
- 1981: Singla
- 1982: Bijela Vjenčanica
- 1983: Kunem su u brata svoga
- 1984: Naći ću je po mirisu kose
- 1985: Hej kafano, ostavljam te
- 1985: Potraži me
- 1986: Bez tebe ja živjet neću
- 1987: Lani je bio mraz
- 1988: Zbog tebe sam vino pio
- 1988: Drumovi Bijeli
- 1989: Nema zlata da te platim
- 1990: Nikad u proljece
- 1991: Neko čudno vrijeme
- 1993: Vukovi
- 1993: Tesko je zivijet bez tebe
- 1996: Vjenčanica
- 1997: Ti si tu iz navike
- 1999: Znam da idem dalje
- 2001: Da se opet rodim
- 2003: Kasno će biti kasnije
- 2004: Mogu dalje sam
- 2007: Znakovi
- 2009: Nek’ mi oproste
- 2011: Ljubavi
- 2011: Put do bola

### Singles (Auswahl)
- 1988: Zbog Tebe Sam Vino Pio
- 1996: Vijencanica
- 2002: Gdje je sad
- 2002: Koliko, plavo nebo je
- 2002: Kasno će biti kasnije
- 2004: Mogu dalje sam (Original: Çelik – Hercai)
- 2006: Nije taj čovek za tebe
- 2022: Nemoj druze